# 김정란 (1995년)
김정란(1995년 9월 1일~)은 대한민국의 배우이다.

## 출연작

### 드라마
- 2023년 방과 후 전쟁활동 - 박소윤 역
- 2020년 날아라 개천용